# Ashani Sanket
Ashani Sanket é um filme indiano de 1973 dirigido por Satyajit Ray.